# Det samfundsøkonomiske selskab
Det Samfundsøkonomiske Selskab eller almindeligvis DSS, er en selvstændig forening for studerende på Aarhus Universitet, som interesserer sig for sammenspillet mellem økonomisk teori og samfundet i øvrigt.